# William Edward Parry

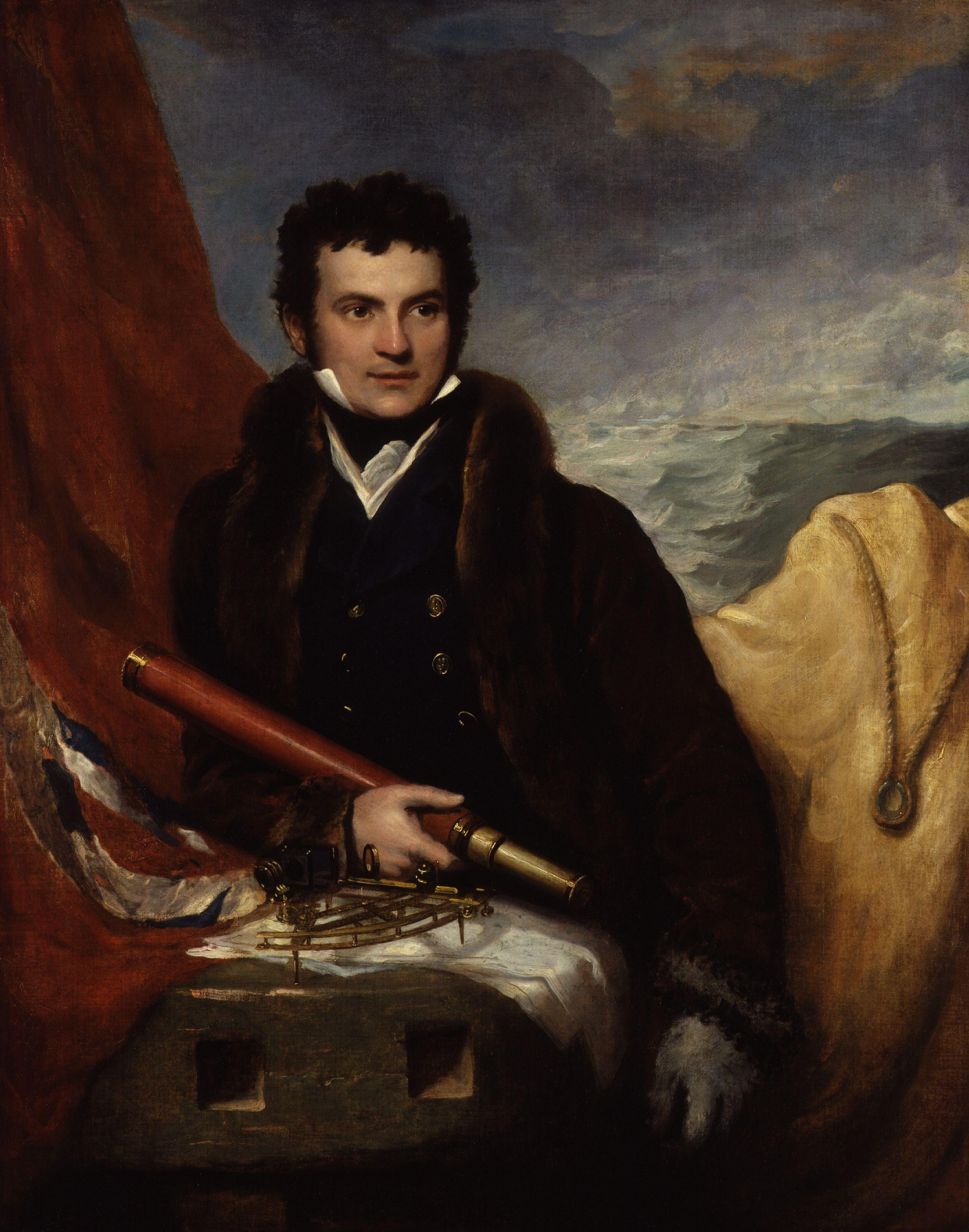
Samuel Drummond: Sir William Edward Parry

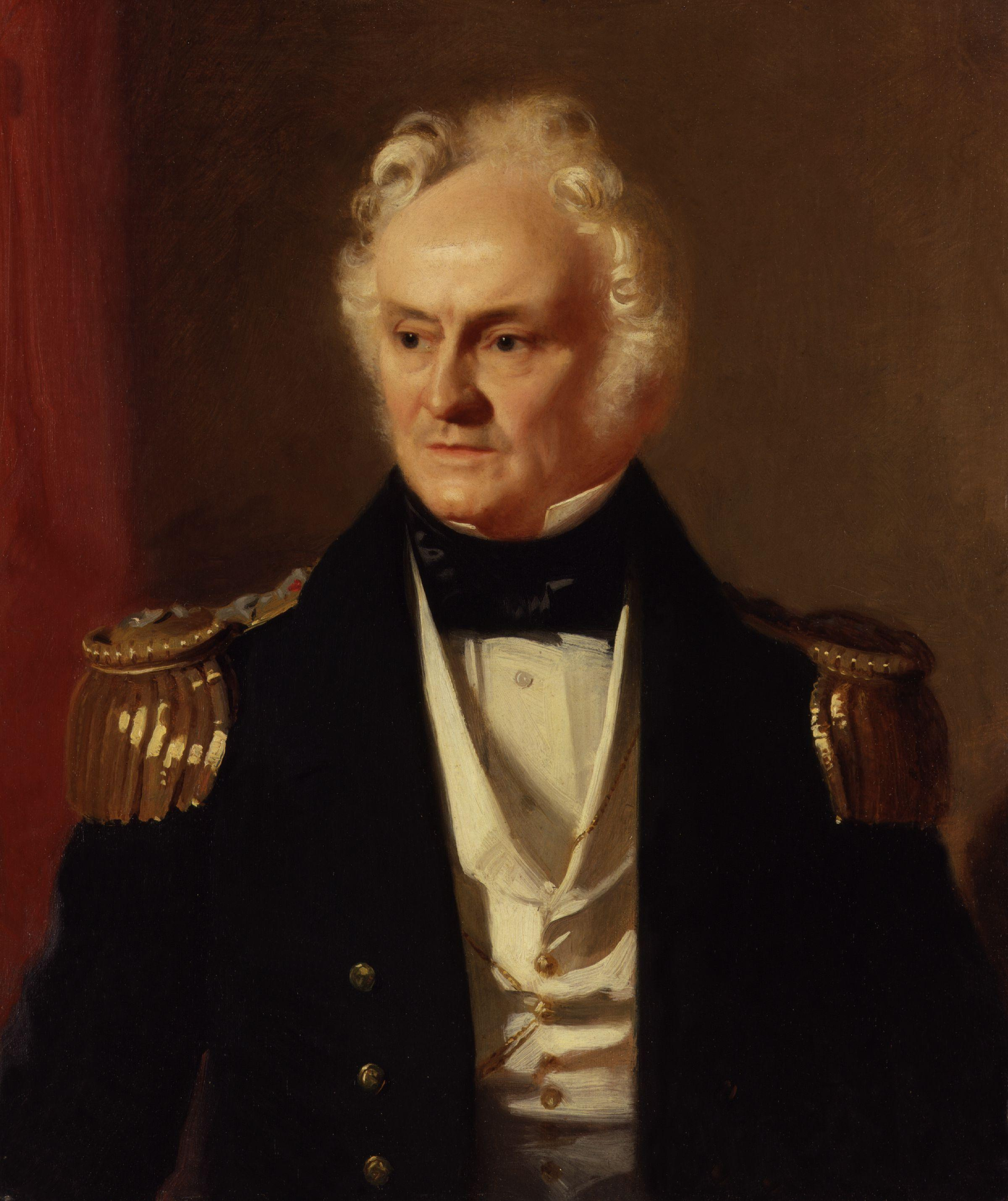
Stephen Pearce: Sir William Edward Parry

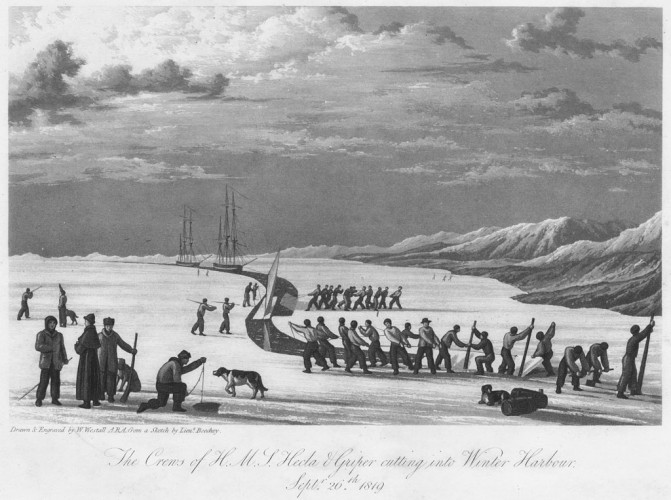
A Hecla és a Griper legénysége csatornát vág a jégbe a hajóktól a Melville-szigeti táborhelyig

William Edward Parry, 1826-tól sir William Edward Parry (Bath, 1790. december 19. – Bad Ems, 1855. július 8.) angol sarkutazó, felfedező. Ifjú korában az Északi-tengeren szerzett hajózási gyakorlatot a bálnavadász hajók ellenőreként.
1818-ban részt vett John Ross az Északnyugati átjáró feltárására indított expedíciójában. A Baffin-öböl északi végén behatoltak a Smith-szorosba, majd az öböl nyugati partvidékén a Jones-szorosba (egyikben sem járt ember, amióta William Baffin elnevezte őket), de mindkettőt jég töltötte ki, és zsákutcának bizonyultak.
A következő évben már ő vezetett expedíciót az északi sarkvidékre. Kihasználta az abban az évben rendkívül kedvező időjárást, és két hajójával (Hecla, Griper) behatolt a Lancaster-szorosba, és abban nyugat felé hajózva egészen a nyugati hosszúság 114°-ig jutott. Eközben útvonalától északra, az északi szélesség 75° táján egy új szigetcsoportot vett észre, amit később róla neveztek el. Felkutatta a Barrow-szorost és a Melville-szorost, és ezután mintegy 10 hónapot a Melville-sziget egyik öblében telelt. Úti beszámolójában leírt egy, a sziget déli partvidékén emelkedő, jellegzetes alakú sziklát, ami fontos tájékozódó ponttá vált harminc évvel később, amikor Robert MacClure nyugat felől érkezett erre a helyre, és Parry leírása alapján felismerte a partszakaszt, végre bizonyítva ezzel az Északnyugati átjáró létezését.
Következő két útja (1821–1822, 1825) gyakorlatilag sikertelennek tekinthető. Második útján a Hudson-öböl és a Baffin-sziget között, a harmadikon a Baffin-szigettől nyugatra kereste az átjárót — eredménytelenül.
Végül (1827-ben) szántalpas csónakokon akarta elérni az Északi-sarkot. El is jutott az északi szélesség 82° 45'-ig, ahol kiderült, hogy a jég gyorsabban mozog dél felé, mint amilyen gyorsan ő északnak haladni képes, ezért visszafordult. Ez az eredménye sokáig (1895-ig, Fridtjof Nansen első Fram-expedíciójáig) „északi rekord” maradt.
Útleírása Four voyages to the North Pole címmel jelent meg Londonban, 1833-ban, 5 kötetben.